# Iași Open
El Torneig de Iași, conegut oficialment com a UniCredit Iași Open, és una competició tennística professional que es disputa sobre terra batuda al Baza Sportiva Ciric, Iași, Romania. Pertany a la categoria WTA 250 del circuit WTA femení.
El torneig es va crear l'any 2020 però dins el circuit ATP Challenger Tour masculí, l'any 2022 es va incorporar en el circuit femení dins la categoria WTA 125, i el 2024 va promocioanr a la categoria WTA 250.

## Palmarès

### Individual femení
| Any     | Campiona           | Finalista          | Resultat                |
| ------- | ------------------ | ------------------ | ----------------------- |
| WTA 250 |                    |                    |                         |
| 2025    | Irina-Camelia Begu | Jil Teichmann      | 6−0, 7−5                |
| 2024    | Mirra Andreeva     | Elina Avanesyan    | 5−7, 7−5, 4−0, retirada |
| WTA 125 |                    |                    |                         |
| 2023    | Ana Bogdan         | Irina-Camelia Begu | 6−2, 6−3                |
| 2022    | Ana Bogdan         | Panna Udvardy      | 6−2, 3−6, 6−1           |

### Dobles femenins
| Any     | Campiones                         | Finalistes                         | Resultat         |
| ------- | --------------------------------- | ---------------------------------- | ---------------- |
| WTA 250 |                                   |                                    |                  |
| 2025    | Veronika Erjavec Panna Udvardy    | María Lourdes Carlé Simona Waltert | 7−5, 6−3         |
| 2024    | Anna Danilina Irina Khromacheva   | Alexandra Panova Iana Sízikova     | 6−4, 6−2         |
| WTA 125 |                                   |                                    |                  |
| 2023    | Veronika Erjavec Dalila Jakupović | Irina Bara Monica Niculescu        | 6−4, 6−4         |
| 2022    | Darya Astakhova Andreea Roșca     | Réka Luca Jani Panna Udvardy       | 7−5, 5−7, [10−7] |